# Разград (село)
Разград (болг. Разград) — село в Болгарии. Находится в Монтанской области, входит в общину Вылчедрым. Население составляет 764 человека.

## Политическая ситуация
В местном кметстве Разград, в состав которого входит Разград, должность кмета (старосты) исполняет Николай Йосифов Перванов (Коалиция в составе 2 партий: Земледельческий народный союз (ЗНС), ЕВРО ВЪЛЧЕДРЪМ, ДВИЖЕНИЕ ЗА ПРАВА И СВОБОДИ) по результатам выборов правления кметства.
Кмет (мэр) общины Вылчедрым — Иван Христов Барзин (Земледельческий союз Александра Стамболийского (ЗСАС)) по результатам выборов в правление общины.